# Silnice II/284
Silnice II/284 je silnice druhé třídy spojující Tuhaň v okrese Semily s Lanžovem v okrese Trutnov.

## Další fotografie

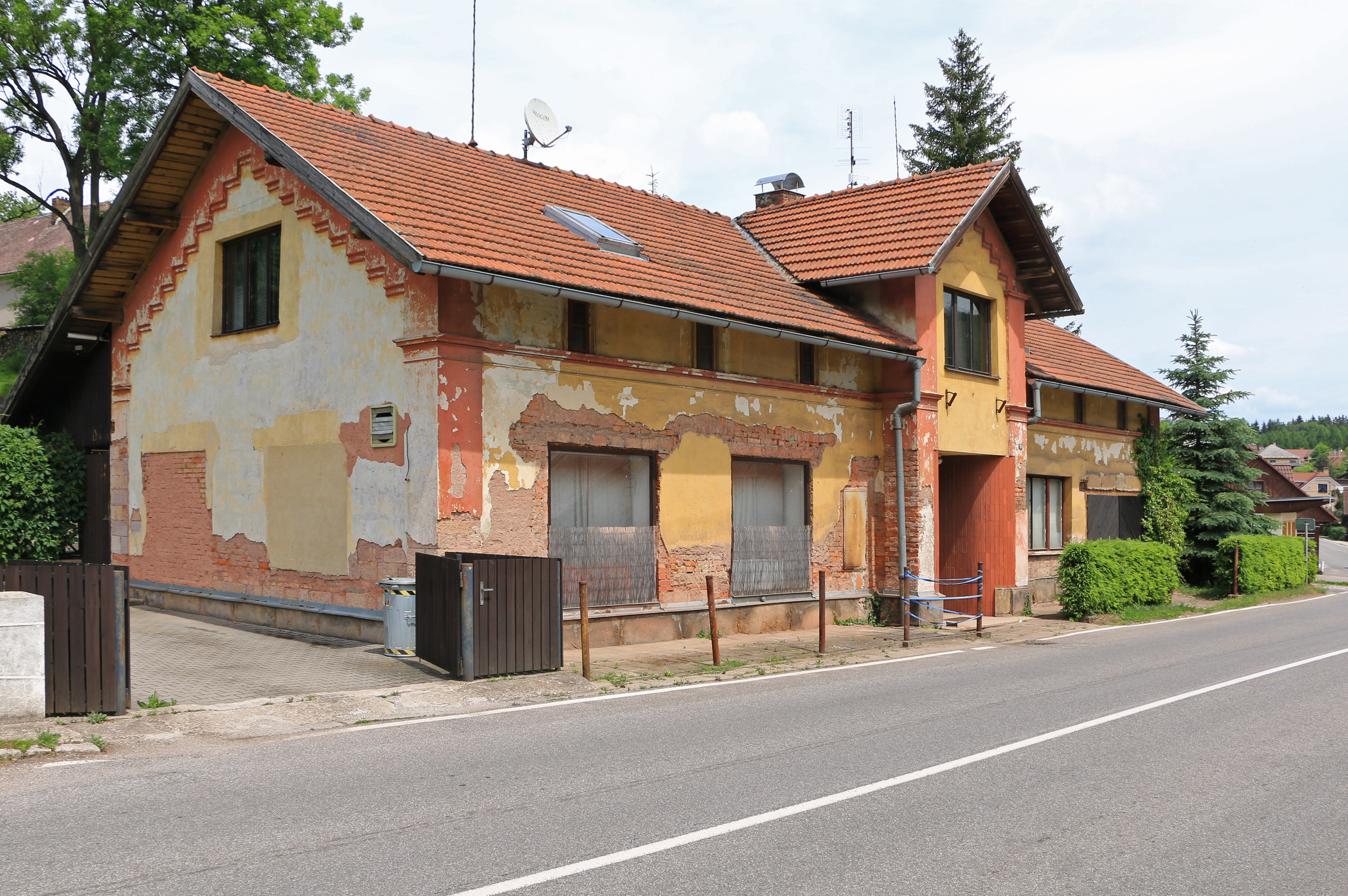
Bělá u Pecky
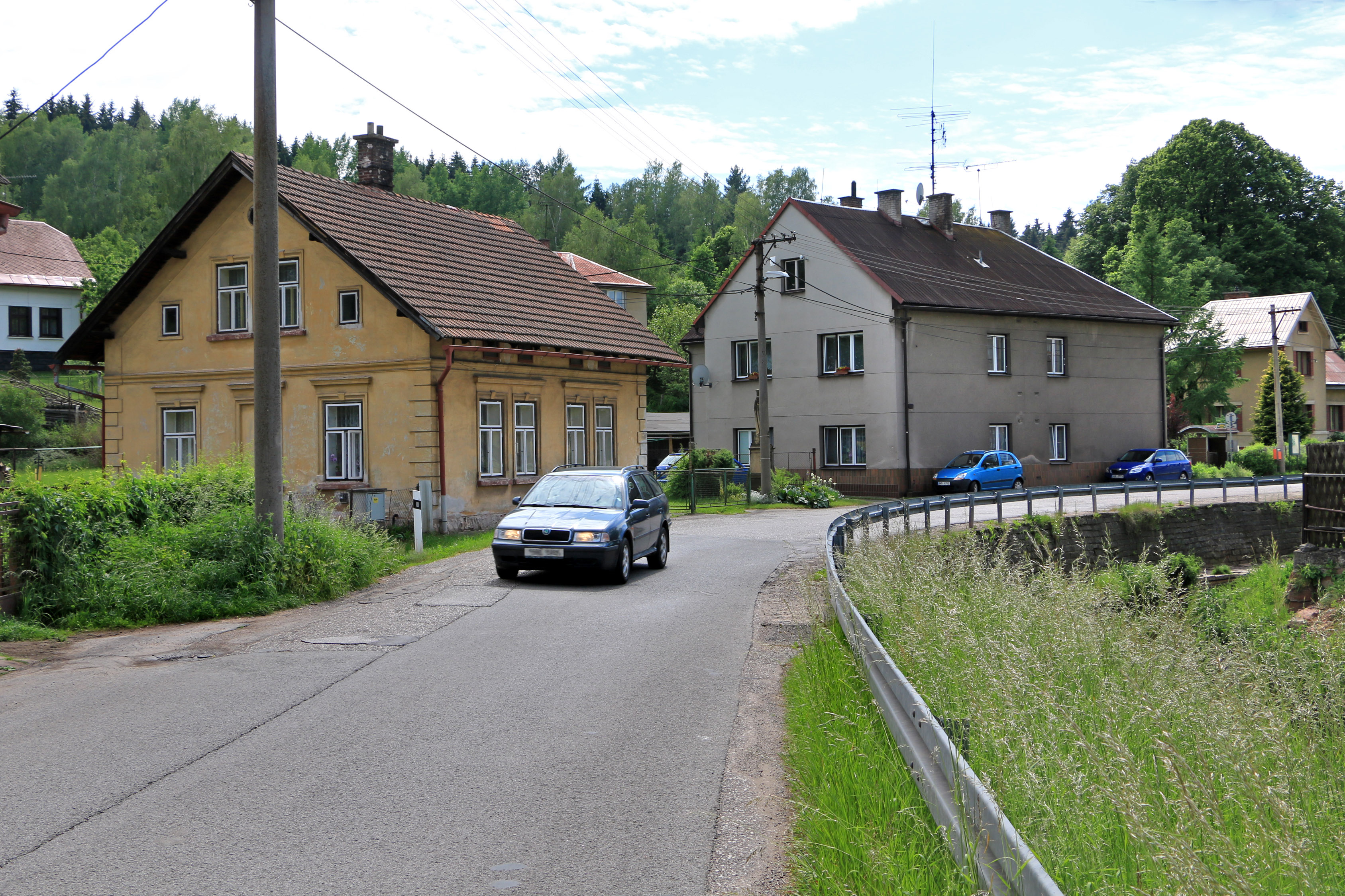
Ústí, Stará Paka
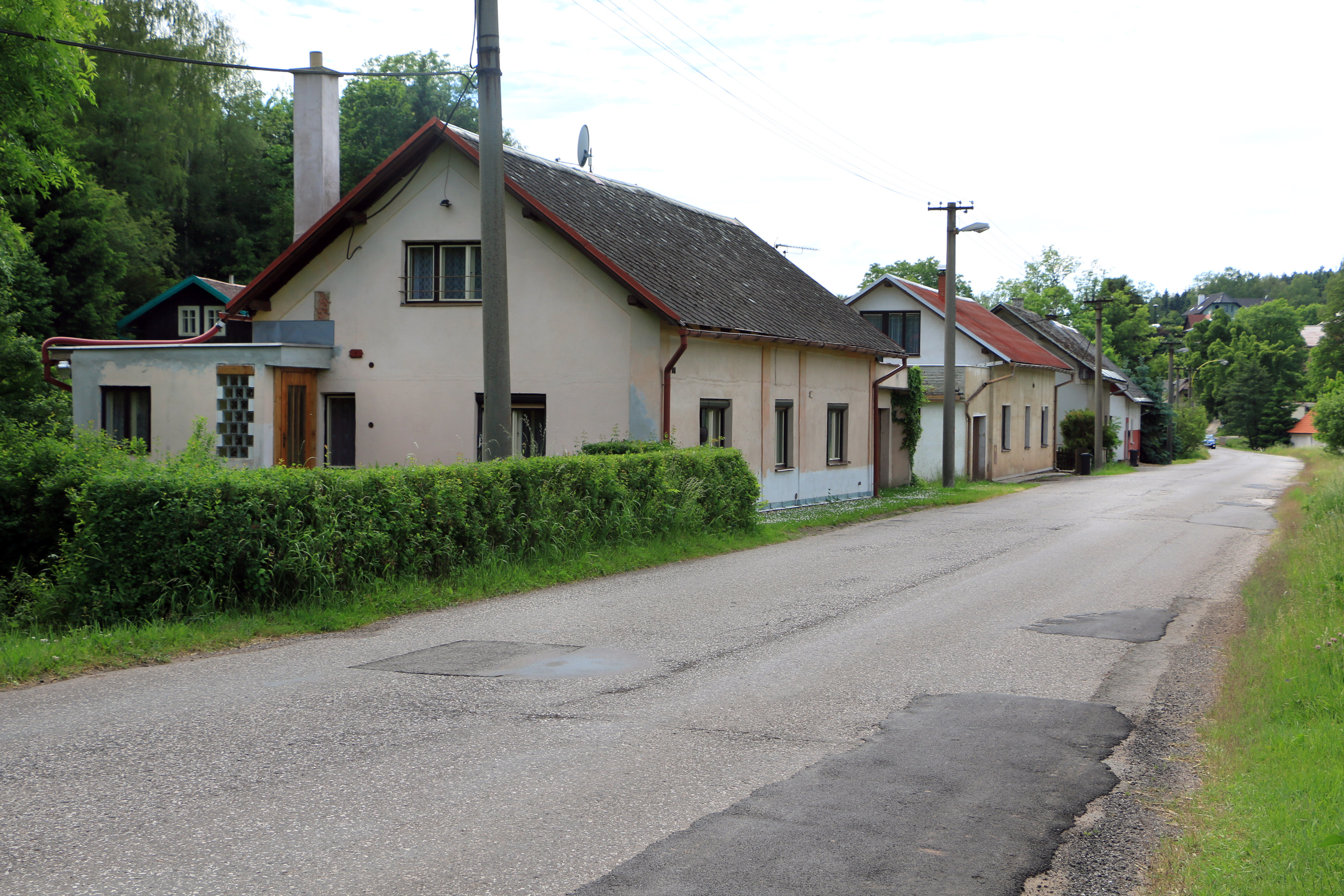
Roškopov, Stará Paka